# Malattia acuta da radiazione
L'avvelenamento da radiazione (chiamato anche male da raggi, malattia acuta da radiazione o più propriamente in clinica sindrome da radiazione acuta, SAR) designa un insieme di sintomi potenzialmente letali derivanti da un'esposizione dei tessuti biologici di una parte considerevole del corpo umano a una forte dose di radiazioni ionizzanti.
L'avvelenamento si manifesta generalmente in una fase prodromica non letale nei minuti o ore seguenti l'irradiazione. Questa fase dura da qualche ora a qualche giorno e si manifesta sovente con sintomi quali diarrea, nausea, vomito, anoressia, eritema. Segue un periodo di latenza, in cui il soggetto appare in buone condizioni. Infine sopraggiunge la fase acuta che si manifesta con una sintomatologia complessa, generalmente con disturbi cutanei, ematopoietici, gastro-intestinali, respiratori e cerebrovascolari.

## Cause
Le fonti di radiazione naturali generalmente non sono abbastanza potenti da provocare la sindrome, che spesso ha cause umane, come un incidente nucleare, un'esposizione a una fonte radioattiva o un'esplosione atomica.
La radiazione alfa presenta un basso potere di penetrazione, quindi non è pericolosa nei casi di irradiazione esterna. Diventa invece pericolosa nelle situazioni in cui la sorgente radioattiva venga inalata o ingerita (irradiazione interna) perché in questo caso può ledere direttamente tessuti radiosensibili (tipico caso è quello del radon in cui appunto l'isotopo radioattivo viene inspirato e quindi può decadere all'interno del corpo umano emettendo radiazione alfa). Invece, la radiazione gamma, costituita da fotoni a elevatissima energia, avendo un potere di penetrazione molto elevato, può causare danni anche in situazioni di irradiazione esterna e da notevole distanza. La quantità di radiazione assorbita da un corpo viene chiamata dose assorbita e si misura in gray. Altre grandezze importanti da considerare sono la dose equivalente e la dose efficace.

## Effetti delle radiazioni ionizzanti
I danni che una radiazione ionizzante può provocare ai tessuti biologici sono di vario tipo e vengono suddivisi in:
- danni somatici deterministici
- danni somatici stocastici
- danni genetici stocastici

## Tavola che correla i livelli di esposizione ai sintomi
Negli Stati Uniti è stata elaborata la tavola "ALI" (Annual Limit on Intake, o "Limite annuo nella dose") che è un limite derivato per la quantità di materiale radioattivo assorbito dal corpo di un lavoratore adulto sia per inalazione sia per ingestione in un anno.
ALI è il valore più piccolo ammissibile di ingestione di un determinato radionuclide durante un anno, assunto dall'uomo di riferimento, che provocherebbe un danno equivalente a quello di una dose di irraggiamento unico totale di 5 rem (0,05 Sv) o un danno equivalente all'irraggiamento di un singolo organo con 50 rem (0,5 Sv), per qualsiasi organo o tessuto specifico.
Le dosi-equivalenti sono specificate in sievert (Sv); 1 sievert equivale a 100 rem.
Da 0,001 a 0,01 Sv (da 0,1 a 1 rem)
Si calcola che fisiologicamente il corpo è esposto a 0,1 millirem in 24 ore (pari a circa 0,036 rem in un anno): una parte è ineliminabile, poiché viene emanata, per esempio, dall'isotopo radioattivo del potassio naturale (K40), presente all'interno di ogni cellula umana, che irradia quotidianamente tutto il corpo dall'interno. Volendo eliminare tutto il potassio (radioattivo e no), si provocherebbe morte per edema congestizio, ipertensione arteriosa e debolezza muscolare, oltre a insufficienza cardiaca.
Il principale elemento radioattivo estraneo all'organismo, che si trova nell'ambiente, specialmente in aree con qualche tipo di vulcanismo oppure faglie sismiche, è il gas radon. Questo gas, prodotto del decadimento del radio, è più pesante dell'aria e si accumula nelle parti più declivi delle valli, soprattutto in sotterranei e primi piani non ben ventilati. Esistono in commercio dispositivi in grado di rilevare il radon.
Nelle aree con rocce granitiche o basaltiche, che hanno subito un intenso metamorfismo all'interno della crosta terrestre, un contributo alla dose annuale è fornito dagli isotopi radioattivi quali il torio, l'uranio e il radio. Questo contributo varia da luogo a luogo e dipende dal tipo di minerali presenti nel suolo circostante o nei materiali da costruzione utilizzati (come il tufo).
Ogni ora di volo in aerei di linea alla quota usuale di 10 000 m sottopone l'organismo a irradiazione di raggi cosmici gamma di valore variabile in funzione anche delle tempeste solari e con valori compresi tra radiazioni da 0,1 a 1 millirem/h (massime nel Concorde che volava a 20 000 m), e dunque 10 ore di volo intercontinentale possono dare dosi complessive superiori a 1 millirem, e in 100 voli/anno si possono totalizzare anche 0,300 rem/anno o più. La dose è frazionata, perciò dovrebbe indurre meno rotture cromosomiche e meno stress da radicali liberi dell'ossigeno.
Uno studio canadese pubblicato nel 1998 ha suggerito che una dose di 1 rem (0,01 Sv) ricevuta su tutto il corpo in una sola giornata comporta un aumento del rischio cumulativo per tutti i tipi di tumori del 3%.
Uno studio dell'IARC sugli effetti della dose cumulativa media (1,9 rem) ricevuta da 600 000 lavoratori dell'industria nucleare nel mondo ha stabilito l'aumento della mortalità per tutte le cause è paragonabile a quella nei dintorni di Hiroshima.
Da 0,05 a 0,2 Sv (da 5 a 20 rem)
Nessun sintomo. Alcuni ricercatori sostengono che piccole dosi di radiazioni possano essere benefiche.
Negli Stati Uniti esiste un limite federale annuo di 50 mSv, applicabile ai lavoratori esposti a sostanze e procedure radioattive. Nel Regno Unito il limite annuo per un lavoratore classificato come "operatore con radiazione" è di 20 mSv. In Canada e in Brasile il limite annuo massimo è di 50 mSv (5 000 millirem), ma la dose massima che si può assumere in 5 anni è pari a soli 100 mSv. Di solito i limiti specificati dalle compagnie private sono molto più stretti, per evitare qualsiasi violazione casuale dei limiti federali.
Da 0,2 a 0,5 Sv (da 20 a 50 rem)
Nessun sintomo apparente. Il numero dei globuli bianchi diminuisce temporaneamente.
Da 0,5 a 1 Sv (da 50 a 100 rem)
Malattia da raggi lieve con cefalea e un modesto aumento del rischio d'infezione causato da alterazioni al sistema immunitario. Possibile la sterilità maschile temporanea.
Da 1 a 2 Sv (da 100 a 200 rem)
L'avvelenamento radioattivo lieve comporta un 10% di mortalità dopo 30 giorni (LD 10/30). I sintomi tipici includono nausea da lieve a moderata (con un 50% di probabilità a 2 Sv), con vomito occasionale, che comincia da 3 a 6 ore dopo l'irraggiamento e permane per circa un giorno. È seguito da una fase latente che dura da 10 a 14 giorni, quando appaiono sintomi lievi di astenia e malessere generale (con un 50% di probabilità ai 2 Sv). Il sistema immunitario va incontro a depressione, cosa che provoca un periodo di convalescenza esteso per molte infezioni comuni e un aumento del rischio di infezione opportunistica. Nei maschi è comune la sterilità temporanea. L'aborto spontaneo oppure l'aumento di incidenza del parto prematuro si verifica comunemente nelle donne incinte.
Da 2 a 3 Sv (da 200 a 300 rem)
L'avvelenamento radioattivo moderato comporta una mortalità del 35% dopo 30 giorni (LD 35/30). È comune la nausea continua (nel 100% dei pazienti a 3 Sv), con un rischio del 50% di vomito continuo a 2,8 Sv. I sintomi cominciano da 1 a 6 ore dopo l'irraggiamento e durano da 1 a 2 giorni. Dopo di questo, esiste una fase latente che dura da 7 a 14 giorni e termina con la comparsa dei seguenti sintomi: perdita di capelli e peli su tutto il corpo (con il 50% di probabilità a 3 Sv), stanchezza e malessere generale. Si verifica una perdita massiccia di globuli bianchi, che aumenta molto il rischio di infezione (paragonabile alla fase più grave dell'AIDS). Esiste la possibilità di sterilità permanente nelle femmine. La convalescenza, per una possibile ed eventuale guarigione, necessita di alcuni mesi.
Da 4 a 6 Sv (da 400 a 600 rem)
L'avvelenamento acuto da radiazioni comporta un 60% di mortalità dopo 30 giorni (LD 60/30). La mortalità passa dal 60% a 4,5 Sv fino a 90% a 6 Sv (a meno che al paziente si applichi una terapia medica intensiva). I gravi sintomi cominciano da circa un'ora a due ore dopo l'irradiazione e durano fino a 2 giorni. Dopo questo, esiste una fase latente che dura da 7 a 14 giorni, dopo di che appaiono sintomi simili a quelli dell'irraggiamento di 3–4 Sv, con un'aumentata intensità. A questo punto la sterilità femminile definitiva è molto comune. La convalescenza necessita da alcuni mesi fino a un anno. La principale causa di morte (in genere da 2 a 12 settimane dopo l'irradiazione) sono le infezioni e l'emorragia interna.
Harry K. Daghlian, un fisico nucleare armeno-americano di 24 anni, venne irradiato con 510 rem (5,1 Sv) di radiazione il 21 agosto 1945 durante un esperimento di massa critica. All'epoca lavorava nel Los Alamos National Laboratory del Nuovo Messico. L'irradiazione provocò la morte dello scienziato 28 giorni dopo.
Da 6 a 10 Sv (da 600 a 1 000 rem)
L'avvelenamento acuto di radiazioni comporta un 99% di mortalità dopo 14 giorni (LD 99/14). La sopravvivenza dipende dalla terapia intensiva medica. Il midollo osseo viene totalmente distrutto, dunque per garantire una discreta probabilità di vita è indispensabile il trapianto del midollo osseo. I tessuti gastrici e intestinali risultano gravemente danneggiati. I sintomi cominciano da 15 a 30 minuti dopo l'irradiazione e durano fino a 2 giorni. In seguito si ha una fase latente che dura da 5 a 10 giorni, dopo di che la persona muore per infezione o emorragia interna. Nei pochi pazienti che recuperano, la guarigione necessita di parecchi anni e probabilmente non sarà mai completa.
L'agricoltore brasiliano Devair Alves Ferreira ricevette una dose di circa 7,0 Sv (700 rem) da una sorgente radioterapica di raggi gamma da cesio-137, abbandonata in una discarica durante l'incidente di Goiânia, ma riuscì a sopravvivere, forse in parte perché la dose era frazionata.
Da 10 a 50 Sv (da 1 000 a 5 000 rem)
L'avvelenamento acuto radioattivo comporta un 100% di mortalità dopo 7 giorni (LD 100/7). Un'esposizione così alta porta alla comparsa di sintomi spontanei in un tempo che va da 5 a 30 min. Dopo un'intensa spossatezza e la comparsa di nausea immediata causata dall'attivazione diretta di recettori chimici presenti nel cervello provocata da radicali liberi, metaboliti e proteine abnormi generati dall'irradiazione, si ha un periodo di alcuni giorni di relativo benessere, chiamato fase latente (o "fase del fantasma che cammina"). Dopo questa settimana, si ha una massiccia morte di cellule nel tessuto gastrico e intestinale, causando diarrea massiva, sanguinamento intestinale e perdita di acqua, che porta allo squilibrio idro-elettrolitico. La morte avviene dopo qualche ora di delirio e coma a causa della cattiva circolazione. Nella stragrande maggioranza dei casi la morte è inevitabile. L'unico trattamento che si può offrire è quello della gestione del dolore.
Louis Slotin rimase esposto a circa 21 Sv in un incidente critico il 21 maggio del 1946 e morì nove giorni dopo, il 30 maggio.
Più di 50 Sv (> 5 000 rem)
Durante l'esplosione di una bomba atomica diventa improbabile sopravvivere ricevendo una dose superiore ai 5 000 rem (50 Sv), i pazienti esposti a dosi superiori di solito muoiono in poche ore o giorni per gli effetti immediati delle ustioni alla pelle prodotte dalle radiazioni nell'ambito dell'infrarosso e della luce visibile, oppure per le contusioni, fratture ed emorragie interne ed esterne prodotte dallo spostamento di detriti e di aria causati dall'esplosione.

Nello Stato nordamericano di Rhode Island, un lavoratore ricevette più di 100 Sv (10 000 rem) dopo un incidente avvenuto a Wood River il 24 luglio del 1964. È sopravvissuto per 49 ore. Cecil Kelley, un operatore del Los Alamos National Laboratory, ricevette in un incidente tra 60 e 180 Sv (6 000 - 18 000 rem) nella parte superiore del corpo e morì il 30 dicembre del 1958, sopravvivendo per 36 ore.

### Tabella riepilogativa
| Fase            | Sintomi                               | Dose assorbita da tutto il corpo (Gy)             | Dose assorbita da tutto il corpo (Gy)                                          | Dose assorbita da tutto il corpo (Gy)                                                                       | Dose assorbita da tutto il corpo (Gy)                                | Dose assorbita da tutto il corpo (Gy)           |
| Fase            | Sintomi                               | 1–2 Gy                                            | 2–6 Gy                                                                         | 6–8 Gy | 8–30 Gy                                                              | > 30 Gy                                         |
| --------------- | ------------------------------------- | ------------------------------------------------- | ------------------------------------------------------------------------------ | --- | -------------------------------------------------------------------- | ----------------------------------------------- |
| Immediato       | Nausea e vomito                       | 5–50%                                             | 50–100%                                                                        | 75–100% | 90–100%                                                              | 100%                                            |
| Immediato       | Tempo di esordio                      | 2–6 ore                                           | 1–2 ore                                                                        | 10–60 min                                                                                                   | < 10 min                                                             | Minuti                                          |
| Immediato       | Durata                                | < 24 ore                                          | 24–48 ore                                                                      | < 48 ore | < 48 ore                                                             | N.D. (il paziente muore in < 48 ore)            |
| Immediato       | Diarrea                               | Nessuna                                           | Da nessuna a lieve (< 10%)                                                     | Alta (> 10%)                                                                                                | Alta (> 95%)                                                         | Alta (100%)                                     |
| Immediato       | Tempo di esordio                      | —                                                 | 3–8 ore                                                                        | 1–3 ore | < 1 ore                                                              | < 1 ore                                         |
| Immediato       | Mal di testa                          | Leggero                                           | Da lieve a moderato (50%)                                                      | Moderato (80%)                                                                                              | Severo (80–90%)                                                      | Severo (100%)                                   |
| Immediato       | Tempo di esordio                      | —                                                 | 4–24 ore                                                                       | 3–4 h | 1–2 ore                                                              | < 1 ore                                         |
| Immediato       | Febbre                                | Nessuno                                           | Aumento moderato (10–100%)                                                     | Moderato a severo (100%)                                                                                    | Severo (100%)                                                        | Severo (100%)                                   |
| Immediato       | Tempo di esordio                      | —                                                 | 1–3 ore                                                                        | < 1 ore | < 1 ore                                                              | < 1 ore                                         |
| Immediato       | Funzioni del sistema nervoso centrale | Nessun danno                                      | Danni cognitivi 6–20 ore                                                       | Danni cognitivi > 24 ore                                                                                    | Rapida incapacità                                                    | Attacchi epilettici, tremori, atassia, letargia |
| Periodo latente |                                       | 28–31 giorni                                      | 7–28 giorni                                                                    | < 7 giorni                                                                                                  | Nessuno                                                              | Nessuno                                         |
| Disturbi        |                                       | Da lieve a moderata Leucopenia Stanchezza Astenia | Da moderata a severa Leucopenia Porpora Emorragie Infezioni Alopecia dopo 3 Gy | Severa leucopenia Febbre alta Diarrea Vomito Vertigini e disorientamento Ipotensione Disturbo elettrolitico | Nausea Vomito Forte diarrea Febbre alta Disturbo elettrolitico Shock | N.D. (il paziente muore in < 48h)               |
| Mortalità       | Senza cure                            | 0–5%                                              | 5–95%                                                                          | 95–100% | 100%                                                                 | 100%                                            |
| Mortalità       | Con cure                              | 0–5%                                              | 5–50%                                                                          | 50–100% | 99–100%                                                              | 100%                                            |
| Mortalità       | Morte                                 | 6–8 settimane                                     | 4–6 settimane                                                                  | 2–4 settimane                                                                                               | 2 giorni - 2 settimane                                               | 1–2 giorni                                      |
| Fonte tabella   |                                       |                                                   |                                                                                | |                                                                      |                                                 |

### Confronto con la relativa resistenza degli insetti
In un episodio del programma via satellite Miti da sfatare (di Discovery Channel) alcune specie di insetti furono esposte a raggi gamma (la sorgente era l'isotopo cobalto-60) in un laboratorio del Pacific Northwest National Laboratory. A 100 Gy (10 000 rad), circa il 70% degli scarafaggi erano morti prima di 30 giorni e il 30% sopravvisse. A 1 000 Gy (100 000 rad), tutti gli scarafaggi morirono istantaneamente e il 90% dei coleotteri della farina erano morti dopo 30 giorni, lasciando soltanto il 10% di insetti superstiti.

## Storia
Anche se le radiazioni ionizzanti sono state scoperte alla fine del XIX secolo, i pericoli della radioattività e delle radiazioni ionizzanti non sono stati immediatamente riconosciuti. Gli effetti acuti di radiazione vennero osservati per la prima volta (raggi X) quando nel 1896 Wilhelm Röntgen sottopose intenzionalmente le sue dita ai raggi X. Pubblicò un'accurata osservazione delle ustioni sviluppate, anche se le attribuiva alla ozonizzazione dell'aria piuttosto che al danno diretto da radiazioni. In seguito le lesioni guarirono spontaneamente.
Gli effetti genetici della radiazione, includendo l'aumentato rischio di cancro, sono stati riconosciuti molto più tardi. Nel 1927 Hermann Joseph Muller pubblicava una ricerca che mostrava gli effetti genetici, per i risultati ottenuti in questo filone di ricerca, ricevette il Premio Nobel nel 1946.
Prima che gli effetti biologici delle radiazioni ionizzanti fossero riconosciuti, molti medici e società avevano cominciato a introdurre sul mercato sostanze radioattive come "patent medicine" e "radioactive quackery". Tra le varie terapie proposte si possono citare il clistere con radio, e acque minerali contenenti radio, proposte come tonici da bere. Molto presto, Marie Curie si pronunciò contro queste pratiche, avvertendo che gli effetti complessivi e prolungati delle radiazioni sul corpo umano non erano ben noti. In seguito Marie Curie è deceduta per anemia aplastica causata dall'avvelenamento per radiazioni. Eben Byers, personaggio famoso della mondanità americana, morì nel 1932 in seguito al consumo di grandi quantità di radio, abitudine che portava avanti da parecchi anni; la sua morte attirò l'attenzione dell'opinione pubblica, che cominciò a interrogarsi sui pericoli posti dalle radiazioni. Già negli anni trenta, dopo un certo numero di casi di osteonecrosi e dopo la morte di molti entusiasti consumatori, i prodotti contenenti radio cominciarono a svanire dagli scaffali di farmacisti.
Tuttavia, i pericoli posti dalle radiazioni non vennero pienamente valutati dagli scienziati fino a qualche anno dopo. Nel 1945 e nel 1946, due scienziati atomici degli Stati Uniti ricevettero dosi letali di radiazioni in seguito a incidenti di criticità in due occasioni. In entrambi i casi, le vittime stavano lavorando con grandi quantità di materiale fissile (un nucleo di uranio atto alla detonazione nucleare) senza alcuna schermatura.
I bombardamenti atomici di Hiroshima e Nagasaki provocarono modalità diverse di avvelenamento da radiazioni. Alcune vittime ricevettero dosi di raggi gamma massicce nell'esplosione, altre ingerirono acqua o cibi contaminati con particelle di plutonio o uranio oppure sottoprodotti di fissione (cesio, iodio, stronzio) durante i giorni successivi. Questi civili servirono da cavie in una specie di crudele esperimento che permise una maggiore comprensione dei relativi sintomi e dei pericoli a lungo termine.
Secondo i movimenti anti-nuclearisti, il disastro di Černobyl' ha liberato una quantità di radiazioni pari a 100-300 volte quella di Hiroshima, con radiazioni a breve termine (soprattutto raggi gamma) e inquinamento radioattivo a lungo termine di un territorio con il plutonio.
Questi dati sono però scarsamente significativi per due motivi:
1. la natura diversa dei due eventi (esplosione nucleare e incidente nucleare) che non rende tecnicamente possibile una reale comparazione;[22]
2. il fatto che la stessa dose di radiazioni, distribuita su un lungo periodo (come a Černobyl') invece che concentrata in un brevissimo periodo (come a Hiroshima e Nagasaki) è di gran lunga meno pericolosa per la salute.

È consultabile un tentativo di confronto tra le ricadute radioattive di Černobyl' e di un ordigno nucleare fatto esplodere al suolo Archiviato il 29 marzo 2016 in Internet Archive. (dunque con un fallout maggiore).
L'11 marzo 2011, in seguito a uno tsunami conseguente a un terremoto, si è verificata una catastrofe nucleare nella centrale nucleare di Fukushima Dai-ichi, con emissione di iodio-131, cesio-137, xeno e stronzio-90, sia nell'atmosfera sia nell'oceano Pacifico, con conseguenze a lungo termine che si prospettano non ben chiare.

### Incidenti di rilievo
| Anno | Tipo                   | Incidente                                 | Morti per sindrome da radiazione acuta | Sopravvissuti alla sindrome da radiazione acuta | Luogo                                                                   |
| ---- | ---------------------- | ----------------------------------------- | -------------------------------------- | ----------------------------------------------- | ----------------------------------------------------------------------- |
| 1945 | Incidente di criticità | Incidente di Los Alamos (1945)            | 1                                      | 0                                               | Los Alamos, Nuovo Messico, Stati Uniti                                  |
| 1946 | Incidente di criticità | Incidente di Los Alamos (1946)            | 1                                      | 2                                               | Los Alamos, Nuovo Messico, Stati Uniti                                  |
| 1957 | Tentato omicidio       | Tentato omicidio di Nikolai Khokhlov      | 0                                      | 1                                               | Francoforte sul Meno, Germania Ovest                                    |
| 1958 | Incidente di criticità | Incidente di Cecil Kelley                 | 1                                      | 0                                               | Los Alamos, Nuovo Messico, Stati Uniti                                  |
| 1961 | Reattore               | Sottomarino sovietico K-19                | 8                                      | molti                                           | Atlantico del nord, vicino alla Groenlandia meridionale                 |
| 1961 | Incidente di criticità | Esplosione del reattore sperimentale SL-1 | 3                                      | 0                                               | Idaho Falls, Idaho, Stati Uniti                                         |
| 1962 | Fonte orfana           | Incidente di Città del Messico            | 4                                      | ?                                               | Città del Messico, Messico                                              |
| 1968 | Reattore               | Sottomarino sovietico K-27                | 9                                      | 40                                              | Vicino alla Baia di Gremikha, Unione Sovietica                          |
| 1984 | Fonte orfana           | Incidente di Mohammedia                   | 8                                      | 3                                               | Mohammedia, Marocco                                                     |
| 1985 | Reattore               | Sottomarino sovietico K-431               | 10                                     | 49                                              | Base navale della Baia di Chazhma vicino aVladivostok, Unione Sovietica |
| 1985 | Radioterapia           | Incidenti del Therac-25                   | 3                                      | 3                                               |                                                                         |
| 1986 | Reattore               | Disastro di Černobyl'                     | 28                                     | 206 - 209                                       | Centrale nucleare di Černobyl', Pryp"jat', Unione Sovietica             |
| 1987 | Fonte orfana           | Incidente di Goiânia                      | 4                                      | ?                                               | Goiânia, Brasile                                                        |
| 1990 | Radioterapia           | Incidente di Saragozza                    | 11                                     | ?                                               | Saragozza, Spagna                                                       |
| 1996 | Radioterapia           | Incidente di San Juan de Dios             | 7 - 20                                 | 46                                              | San Juan de Dios, Costa Rica                                            |
| 1999 | Incidente di criticità | Incidente di Tokaimura                    | 2                                      | 1                                               | Tōkai, Giappone                                                         |
| 2000 | Fonte orfana           | Incidente di Samut Prakan                 | 3                                      | 7                                               | Provincia di Samut Prakan, Thailandia                                   |
| 2000 | Radioterapia           | Incidente di Panama                       | 3 - 7                                  | ?                                               | Panama, Panama                                                          |
| 2006 | Omicidio               | Avvelenamento di Alexander Litvinenko     | 1                                      | 0                                               | Londra, Regno Unito                                                     |
| 2010 | Fonte orfana           | Incidente radiologico di Mayapuri         | 1                                      | 7                                               | Mayapuri, India                                                         |

## Avvelenamento con sostanze radioattive

### Prodotti di fissione e diversa loro pericolosità

#### Iodio-131
Lo iodio-131 è un grave pericolo a breve termine, dato che ha una emivita di 8 giorni, decadendo in modo beta (90%) e gamma (10%). Si concentra nella tiroide, dove può provocare diversi tipi di tumore e altri disturbi come la malattia di Basedow e tiroiditi autoimmuni. Comunque è un organo asportabile grazie alla chirurgia radicale e alla terapia con il radioiodio. La funzione della ghiandola tiroidea può essere sostituita con la tiroxina o con gli estratti di tiroide secca.

#### Cesio-137
Il cesio-137 è un pericolo biologico perché nello stesso gruppo chimico del sodio e del potassio, e si accumula nei muscoli, tra i sottoprodotti di fissione liberati da esplosioni e incidenti costituisce un serio pericolo a medio termine, dato che la sua emivita è di circa 30 anni. Si concentra nei muscoli ed è sospettato di essere in rapporto all'aumento di incidenza dell'estremamente letale cancro del pancreas. 

#### Stronzio-90
Lo stronzio-90 costituisce un pericolo a medio e lungo termine, si concentra nelle ossa.

#### Uranio
Anche se non è un prodotto di fissione, nelle esplosioni e negli incidenti ai reattori nucleari si libera uranio arricchito (quota di 235U superiore allo 0,71% dell'uranio naturale) che è un pericolo a breve e lungo termine, dato che è un emettitore di raggi alfa. Prevalente negli incidenti ai reattori nucleari (perché non consumato) e nelle esplosioni nucleari "fizzled", nelle barre di combustibile l'isotopo 235U è presente in concentrazioni che vanno dal 1,5% al 4,5%. Fortemente cancerogeno (soprattutto leucemia e linfomi), mutageno e depressore del sistema immunitario (causa neutropenia ma può arrivare a causare la totale aplasia midollare che porta a infezioni opportunistiche). Danneggia anche i sistemi ematologico, cutaneo, intestinale e nervoso.
L'uranio impoverito (quota di 235U inferiore allo 0,45%) è un debole emettitore di raggi gamma, ma dato che è un metallo pesante, fortemente reattivo, costituisce un pericolo per la salute umana, sebbene non di natura nucleare (quindi radioattiva) ma chimica (analogamente a piombo e mercurio).

#### Nettunio
Il nettunio si forma per assorbimento di un neutrone da parte dell'uranio nei reattori nucleari. Ha un doppio decadimento beta che lo trasforma in plutonio. Gli isotopi di nettunio più pesanti decadono rapidamente, mentre quelli più leggeri non possono essere prodotti per cattura neutronica; di conseguenza, la separazione chimica del nettunio dal combustibile nucleare esausto produce sostanzialmente il solo 237Np. Per tale motivo - e per la scarsa rilevanza come prodotto del decadimento naturale nei giacimenti di minerali uranili - questo radionuclide del nettunio si presta come indicatore dell'inquinamento di lungo periodo connesso con le attività nucleari umane.
Come altri tre prodotti di fissione (99Tc, 129I e 234U) il radioisotopo 237Np possiede un'emivita molto lunga, è facilmente solubile in acqua e viene scarsamente assorbito dai minerali, per cui, pur essendo un nuclide a bassa emissione radioattiva, potrebbe rappresentare, un pericolo nel lungo periodo (> 10 000 anni dallo stoccaggio) a causa del progressivo accumulo e dell'elevata mobilità, divenendo l'agente più significativo di inquinamento radioattivo per le falde acquifere e i bacini idrografici prossimali ai depositi di scorie se questi ultimi dovessero deteriorarsi.

#### Plutonio
Il plutonio-239 prodotto nei reattori nucleari (239Pu) è un metallo pesante, che non emette raggi gamma, ma raggi alfa (che possono essere bloccati con un foglio di carta), ma è altamente tossico e cancerogeno per ingestione o inalazione. Provoca principalmente tumori dell'apparato respiratorio e del tratto gastro-intestinale. Costituisce un pericolo a lunghissimo termine per la sua emivita di 24 200 anni.

### Polonio-210
Questo isotopo del polonio è un emettitore alfa, con una emivita di 138,39 giorni. Un milligrammo di tale metalloide emette lo stesso numero di particelle alfa di 5 grammi di radio. Il decadimento di questo elemento rilascia anche una grande quantità di energia: mezzo grammo di polonio-210, se viene termicamente isolato dall'ambiente, può raggiungere rapidamente temperature di circa 500 °C, e sviluppare circa 140 watt/g in energia termica. Pochi curie (gigabecquerel) di polonio-210 emettono una luminescenza blu dovuta all'eccitazione dell'aria circostante per effetto Compton.
Poiché praticamente tutta la radiazione alfa viene facilmente bloccata dai normali contenitori e rilascia la sua energia appena colpisce una superficie, il polonio-210 è stato preso in esame per un possibile uso nel riscaldamento dei veicoli spaziali, come sorgente per celle termoelettriche nei satelliti artificiali. Tuttavia, a causa della sua breve emivita (circa 140 giorni), il polonio-210 non poteva alimentare queste celle per tutta la vita utile di un satellite e questa applicazione è stata abbandonata.
Un noto caso di avvelenamento doloso da polonio fu quello dell'ex agente segreto russo Alexander Litvinenko.

## Terapie
Non esiste un trattamento che consenta d'invertire gli effetti delle radiazioni, si possono curare i sintomi che sono derivati dall'esposizione o le infezioni scaturite (tramite antibiotici). In alcuni casi si fa uso di preparati nei quali sono associate la tiamina cloridrato e la cianocobalamina (sostanze ad azione antinevritica) con la piridossina cloridrato (sostanza ad azione detossificante).

### Trapianto di midollo osseo
Nei casi più gravi, che danno luogo ad aplasia midollare, si procede al trapianto del midollo osseo. La donazione viene eseguita da vivente (spesso un fratello o genitore), con un prelievo dall'osso iliaco e iniezione delle cellule staminali midollari in qualche vena del ricevente.

### Eventi
- Bombardamenti atomici di Hiroshima e Nagasaki
- Disastro di Černobyl'
- Disastro di Fukushima Daiichi
- Operation Crossroads

### Radionuclidi
- Cesio-137
- Cobalto-60
- Iodio-131
- Radio (elemento chimico)
- Radon
- Stronzio-90
- Trizio